# Létavértes
Létavértes é uma cidade da Hungria, situada no condado de Hajdú-Bihar. Tem 116,61 km² de área e sua população em 2019 foi estimada em 7.061 habitantes.